# Pedra de Lughia Rajosa
Der Menhir und der Dolmen Pedra de Lughia Rajosa (deutsch „Stein der Hexe“ – die auf Sardinien „Lughia Rajosa“ heißt), befinden sich bei Alà dei Sardi in der Gallura in der Provinz Nord-Est Sardegna auf Sardinien. Das Ensemble befindet sich etwa 400 m von der dorfnahen Kirche „St. Antonius Oriscudu“.
Der anthropomorphe Basaltmenhir ist 2,7 m hoch und hat auf der Vorderseite zwei Höcker, die Brüste darstellen. Eine nach links abstehende Struktur wird als ein Baby während des Stillens angesehen. Die Deutung der Menhirform entspricht eher der Überlieferung, die die Hexe Lughia Rajosa beschreibt und hat auf der Insel als Skulptur auch keine Parallelen.
Ein paar Meter entfernt stehen drei Steine von ähnlicher Größe im Boden, die als „Pedra de Lughia Rajosa“ angesehen werden. Das Steindreieck bildet die Auflage für einen großen Basaltblock, der in einem leichten Winkel aufliegt. Auf der Oberfläche befinden sich vier Schälchen verschiedener Größe. Der Aufbau sieht aus wie ein Dolmen, aber es könnte auch ein prähistorischer Altar (ähnlich am Monte d’Accoddi gefunden) sein.
In der Nähe liegen:
- die Domus de Janas von Ludurru
- der Dolmen di Monte Maone,
- die Dolmen von Buddusò
- die Nuraghe und die Domus de Janas von Iselle
- die Nuraghe Loelle
- Sos Nurattolos ein Brunnenheiligtum und Megarontempel